# Caecilia bokermanni
Espèce
Statut de conservation UICN

 LC  : Préoccupation mineure
Caecilia bokermanni est une espèce de gymnophiones de la famille des Caeciliidae.

## Répartition
Cette espèce est endémique du nord-ouest de l'Amérique du Sud. Elle se rencontre en dessous de 200 m d'altitude :
- en Colombie dans le parc national naturel d'Amacayacu dans le sud du département d'Amazonas ;
- en Équateur dans les environs de Chirota dans la province de Pastaza.

Sa présence est incertaine au Pérou.

## Étymologie
Cette espèce est nommée en l'honneur de Werner Carl August Bokermann.

## Publication originale
- Taylor, 1968 : The Caecilians of the World: A Taxonomic Review. Lawrence, University of Kansas Press.